# José Cázares
José Cázares (* 1928 in Mexiko-Stadt), auch bekannt unter dem Spitznamen El Chivo (dt. Der Ziegenbock), ist ein ehemaliger mexikanischer Fußballspieler, der wahlweise in der Verteidigung und im defensiven Mittelfeld eingesetzt wurde.

## Biografie
"El Chivo" Cázares erhielt seinen ersten Profivertrag 1948 beim CD Marte, mit dem er in der Saison 1953/54 die mexikanische Meisterschaft gewann und nur ein Jahr später in die Segunda División abstieg.
In den Spielzeiten 1958/59 und 1959/60 gewann Chivo Cázares zwei weitere Meistertitel mit dem CD Guadalajara, kam in den beiden Turnieren aber nur zu insgesamt zehn Einsätzen.
Vor der Saison 1960/61 wechselte er zum Zweitligisten CD Nacional, mit dem er auf Anhieb die Meisterschaft gewann und den Aufstieg in die Primera División schaffte.

## Erfolge
- Mexikanischer Meister: 1953/54, 1958/59, 1959/60
- Mexikanischer Supercup: 1959
- Meister der 2. Liga: 1960/61